# مارک الیور روسنوپ
مارک الیور روسنوپ (استونیایی: Mark Oliver Roosnupp؛ زادهٔ ۱۲ مهٔ ۱۹۹۷) بازیکن فوتبال اهل استونی است.
از باشگاه‌هایی که در آن بازی کرده‌است می‌توان به باشگاه فوتبال پایده لینامیسکوند اشاره کرد.
وی همچنین در تیم‌های ملی فوتبال زیر ۱۷ سال استونی، زیر ۱۹ سال استونی، زیر ۲۱ سال استونی، و استونی بازی کرده‌است.